# Франция на «Евровидении-2012»
Франция приняла участие в конкурсе песни Евровидение-2012 в Баку, Азербайджан. Своего представителя выбрала через внутренний отбор, организованный Французским национальный вещателем France Télévisions.

## Внутренний отбор
19 ноября 2011 года France Télévisions официально подтвердил своё участие в международном конкурсе Евровидение 2012.
29 ноября France Télévisions внутренним отбором выбрал и объявил, что страну будет представлять певица Анггун.
13 января 2012 года было объявлено название конкурсной песни, с которой Анггун выступит в Баку.

## На конкурсе Евровидение
Франция выступит в финале конкурса, который состоится 26 мая 2012 года.